# Wubao, Chongqing
Wubao (kinesiska: 五宝) är en köping i sydvästra Kina. Den ligger i stadsdistriktet Jiangbei i storstadsområdet Chongqing, omkring 26 kilometer öster om det centrala stadsdistriktet Yuzhong. Antalet invånare är 8 772. Befolkningen består av 4 052 kvinnor och 4 720 män. Barn under 15 år utgör 12,0 %, vuxna 15-64 år 68 %, och äldre över 65 år 19,0 %.